# Championnat du Vietnam de football 2001-2002
Navigation
Saison précédente Saison suivante
La saison 2001-2002 du Championnat du Viêt Nam de football est la dix-neuvième édition du championnat de première division au Viêt Nam. Les dix meilleurs clubs du pays sont regroupés au sein d'une poule unique où ils s'affrontent deux fois, à domicile et à l'extérieur. En fin de saison, pour permettre le passage du championnat de 10 à 12 clubs, le dernier du classement est relégué et remplacé par les trois meilleurs clubs de deuxième division tandis que l'avant-dernier doit disputer un barrage de promotion-relégation face au 4e de D2.
C'est le club de Cang Sai Gon qui remporte la compétition après avoir terminé en tête du classement final, avec quatre points d'avance sur le double tenant du titre Song Lam Nghe An et six sur le duo Ngân Hàng Dông Á-Binh Dinh FC. C'est le 4e titre de champion du Viêt Nam de l'histoire du club.

## Les clubs participants
| - Công An Hà Nội - Thua Thien Hue - Cang Sai Gon - Đà Nẵng Club - Promu de D2 - Nam Dinh FC | - Sông Lam Nghệ An - Cong An Hai Phong - The Cong - Binh Dinh FC - Promu de D2 - Ngân Hàng Dông Á |

## Compétition
Le barème utilisé pour établir les différents classement est le suivant :
- Victoire : 3 points
- Match nul : 1 point
- Défaite : 0 point

### Classement
| Rang | Équipe               | Pts | J  | G | N | P | Bp | Bc | Diff |
| ---- | -------------------- | --- | -- | - | - | - | -- | -- | ---- |
| 1    | Cang Sai Gon         | 32  | 18 | 9 | 5 | 4 | 20 | 16 | +4   |
| 2    | Song Lam Nghe An'T'C | 28  | 18 | 8 | 4 | 6 | 22 | 16 | +6   |
| 3    | Ngân Hàng Dông Á     | 26  | 18 | 7 | 5 | 6 | 25 | 20 | +5   |
| 4    | Binh Dinh FCP        | 26  | 18 | 7 | 5 | 6 | 13 | 12 | +1   |
| 5    | Nam Dinh FC          | 25  | 18 | 6 | 7 | 5 | 21 | 20 | +1   |
| 6    | Da Nang ClubP        | 24  | 18 | 6 | 6 | 6 | 14 | 14 | 0    |
| 7    | The Cong             | 23  | 18 | 6 | 5 | 7 | 16 | 16 | 0    |
| 8    | Cong An Ha Noi       | 21  | 18 | 5 | 6 | 7 | 19 | 22 | -3   |
| 9    | Thua Thien Hue       | 21  | 18 | 6 | 3 | 9 | 17 | 24 | -7   |
| 10   | Cong An Hai Phong    | 19  | 18 | 5 | 4 | 9 | 19 | 26 | -7   |

|  | Qualification pour la Ligue des champions de l'AFC 2003                   |
|  | Participation au barrage de promotion-relégation                          |
|  | Relégation en deuxième division                                           |
|  | T : Tenant du titre C : Vainqueur de la Coupe du Viêt Nam P : Promu de D2 |

### Matchs

#### Barrage de promotion-relégation
| Équipe 1       | Résultat | Équipe 2       |
| -------------- | -------- | -------------- |
| ACB Hanoi (D2) | 1 - 0    | Thua Thien Hue |

## Bilan de la saison
| Championnat du Viêt Nam de football 2001-2002                        |                         |
| Champion                                                             | Cang Sai Gon (4e titre) |
| Coupes et trophées                                                   |                         |
| Vainqueur de la Coupe du Viêt Nam 2001-2002                          | Song Lam Nghe An        |
| Qualifications continentales                                         |                         |
| Ligue des champions de l'AFC 2003                                    | Cang Sai Gon            |
| Promotions et relégations                                            |                         |
| Promus en V-League                                                   | Đồng Tâm Long An        |
| Promus en V-League                                                   | Dong Thap FC            |
| Promus en V-League                                                   | Hoàng Anh Gia Lai       |
| Promus en V-League                                                   | ACB Hanoi               |
| Relégués en Championnat du Viêt Nam de football de deuxième division | Cong An Hai Phong       |
| Relégués en Championnat du Viêt Nam de football de deuxième division | Thua Thien Hue          |